# علاج التوحد

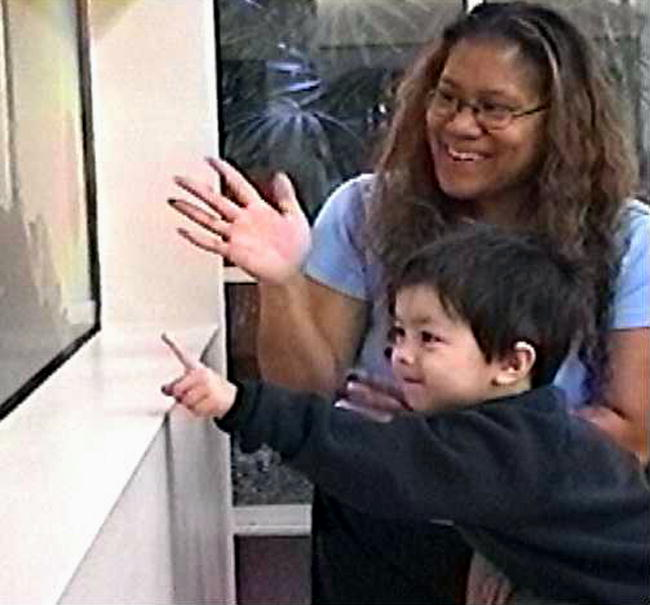
طفل في الثالثة من عمره مصاب بالتوحد يُشير إلى سمكة في حوض السمك، كجزء من تجربة تأثير التدريب المكثف على الانتباه المشترك في تطوير اللغة.

يعتبر التوحد (بالإنجليزية: Autism) من الأمراض التي يتعرض لها الأطفال مع بداية عمرهم، حيث ينتشر بين الأطفال بكثرة، ويظهر على الطفل العديد من الأعراض ويكون هذا ناتج عن بعض الأسباب المختلفة، والتي تؤثِّر على تطوير المُخ الطبيعيّ لمهارات التواصل الاجتماعي.

## أسباب مرضالتوحد
- يصاب الأطفال بمرض التوحد نتيجة الاضطرابات الوراثية.
- ولادة الطفل بوزن أقل من الطبيعي.
- التعرض إلى الالتهابات الفيروسية.
- قد يصاب الطفل بالتوحد نتيجة العوامل الجينية والتي تتسبب في الاضطراب الوراثي مثل متلازمة x الهش ومتلازمة ريت.
- وجود مضاعفات أثناء حمل الأم والتي تتسبب في إصابة الطفل بالتوحد.
- وجود العامل الوراثي وإصابة أحد أفراد الأسرة بمرض التوحد من قبل.
- ضمور العضلات والذي يعد من الأمراض الوراثية التي تتسبب في الإصابة بمرض التوحد.
- نقص الأكسجين خلال الولادة يتسبب في التأثير على الطفل، ما يتسبب في الإصابة بالتوحد.

## أعراض مرضالتوحد
تظهر الإصابة بالتوحد عند الأطفال في أحد أو كل من الاشكال الاتية:
1. التواصل الاجتماعي
2. اللغة
3. السلوك.

نظرا لاختلاف علامات وأعراض مرض التوحد من مريض إلى آخر، فمن المرجح أن يتصرف كل واحد من طفلين مختلفين، مع نفس التشخيص الطبي، بطرق مختلفة جدا وأن تكون لدى كل منهما مهارات مختلفة كليا.
لكن حالات مرض التوحد شديدة الخطورة تتميز، في غالبية الحالات، بعدم القدرة المطلق على التواصل أو على إقامة علاقات متبادلة مع أشخاص آخرين.
تظهر اعراض التوحد عند أغلب الأطفال، في سن الرضاعة، بينما قد ينشأ أطفال آخرون ويتطورون بصورة طبيعية تماما خلال الأشهر أو السنوات، الأولى من حياتهم لكنهم يصبحون، فجأة، منغلقين على أنفسهم، عدائيين أو يفقدون المهارات اللغوية التي اكتسبوها حتى تلك اللحظة.
بالرغم من أن كل طفل يعاني من اعراض مرض التوحد، يظهر طباعا وأنماطا خاصة به، إلا أن المميزات التالية هي الأكثر شيوعا لهذا النوع من الاضطراب:

### 1- التواصل الاجتماعي
- لا يستجيب لمناداة اسمه
- لا يُكثر من الاتصال البصريّ المباشر
- غالبا ما يبدو أنه لا يسمع محدّثه
- يرفض العناق أو ينكمش على نفسه
- يبدو إنه لا يدرك مشاعر وأحاسيس الآخرين
- يبدو أنه يحب أن يلعب لوحده، يتوقع في عالمه الشخص الخاص به.

### 2- اللغة
- يبدأ الكلام (نطق الكلمات) في سن متأخرة، مقارنة بالأطفال الآخرين
- يفقد القدرة على قول كلمات أو جمل معينة كان يعرفها في السابق
- يقيم اتصالا بصريا حينما يريد شيئا ما
- يتحدث بصوت غريب أو بنبرات وإيقاعات مختلفة، يتكلم باستعمال صوت غنائي، وتيريّ أو بصوت يشبه صوت الإنسان الآلي (الروبوت)
- لا يستطيع المبادرة إلى محادثة أو الاستمرار في محادثة قائمة
- قد يكرر كلمات، عبارات أو مصطلحات، لكنه لا يعرف كيفية استعمالها.

### 3- السلوك
- ينفذ حركات متكررة مثل، الهزاز، الدوران في دوائر أو التلويح باليدين
- ينمّي عادات وطقوسا يكررها دائما
- يفقد سكينته لدى حصول أي تغير، حتى التغيير الأبسط أو الأصغر، في هذه العادات أو في الطقوس
- دائم الحركة
- يصاب بالذهول والانبهار من أجزاء معينة من الأغراض، مثل دوران عجل في سيارة لعبة
- شديد الحساسية، بشكل مبالغ فيه، للضوء، للصوت أو للمس، لكنه غير قادر على الإحساس بالألم.

يعاني الأطفال صغيرو السن من صعوبات عندما يُطلب منهم مشاركة تجاربهم مع الآخرين. وعند قراءة قصة لهم، على سبيل المثال، لا يستطيعون التأشير بإصبعهم على الصور في الكتاب.
هذه المهارة الاجتماعية، التي تتطور في سن مبكرة جدا، ضرورية لتطوير مهارات لغوية واجتماعية في مرحلة لاحقة من النمو.
كلما تقدم الأطفال في السن نحو مرحلة البلوغ، يمكن أن يصبح جزء منهم أكثر قدرة واستعدادا على الاختلاط والاندماج في البيئة الاجتماعية المحيطة، ومن الممكن أن يُظهروا اضطرابات سلوكية أقل من تلك التي تميز مرض التوحد، حتى أن بعضهم ينجح في عيش حياة عادية أو نمط حياة قريبا من العادي والطبيعي.    
في المقابل، تستمر لدى آخرين الصعوبات في المهارات اللغوية وفي العلاقات الاجتماعية المتبادلة، حتى أن بلوغهم يزيد، فقط، مشاكلهم السلوكية سوءا وترديا.
قسم من الأطفال، بطيئون في تعلم معلومات ومهارات جديدة. ويتمتع آخرون منهم بنسبة ذكاء طبيعية، أو حتى أعلى من أشخاص آخرين، عاديين. هؤلاء الأطفال يتعلمون بسرعة، لكنهم يعانون من مشاكل في الاتصال، في تطبيق أمور تعلموها في حياتهم اليومية وفي ملاءمة أنفسهم للأوضاع والحالات الاجتماعية المتغيرة.
قسم ضئيل جدا من الأطفال الذين يعانون من مرض التوحد هم مثقفون  وتتوفر لديهم مهارات استثنائية فريدة، تتركز بشكل خاص في مجال معين مثل الفن، الرياضيات أو الموسيقى.

## علاج مرض التوحد
يتم علاج مرض التوحد من خلال العديد من الطرق المختلفة ومنها ما يلي:

### العلاج السلوكي
يتعامل مع مريض التوحد، من خلال مجموعة من البرامج التي تساعد على تطوير المهارات اللغوية والسلوكية، وزيادة قدرته على التواصل مع الآخرين، والتي تساعد على الحد من تطور المرض.

### العلاج التربوي
يجب استخدام العلاج التربوي من قبل المتخصصين، والذي يشمل إدماج الطفل في مجموعة من الأنشطة والتي تساعد على زيادة المهارات الاجتماعية وزيادة مهارة الاتصال.
أو بدراسة الابوين لبعض الاساليب الخاصة بتربية الأطفال المصابين بالتوحد ومحاولة تطبيقها باسلوب تربوي على الأطفال، بحيث يتم السيطرة على سلوك الطفل شيئاً فشيئا.

### العلاج الأسري
يشمل العلاج الأسري التفاعل مع أفراد أسرة الطفل وهذا لتعريفهم كيفية التعامل مع الطفل المصاب بالتوحد ما يساعد على تحفيز المهارات السلوكية والاجتماعية والمهارات اليومية.

### العلاج الدوائي
يصف الطبيب أنواع العلاج الدوائي المناسب لحالة الطفل المصاب بالتوحد، والتي قد تشمل مضادات للقلق ومضادات للذهان والشرود والتي يجب أن تكون تحت إشراف الطبيب والتي تساعد على التقليل من أعراض التوحد.

## التوحُّد في سنين المراهقة
تعدّ فترة المراهقة من المراحل العمريّة المليئة بالتوتر والارتباك، حتى بالنسبة لمن لا يعانون من اضطرابات طيف التوحُّد، وبالنسبة للأطفال المصابين بالتوحُّد فهم يمرّون بهذه المرحلة مع تحديَّات إضافيَّة. مثل جميع الأطفال، يحتاجون إلى المساعدة في التعامل مع حياتهم الجنسية. في حين أن بعض السلوكيات تتحسن في سنوات المراهقة، إلّا أن بعضها يزداد سوءًا. قد يكون السلوك التوحّدي أو العدواني المتزايد أحد الطرق التي يعبر بها بعض المراهقين عن التوتر والارتباك الجديدّين.
كما أن سنوات المراهقة هي الوقت الذي يصبح فيه الأطفال أكثر حساسية وإدراكًا من الناحية الاجتماعيّة. في السن الذي يكون معظم المراهقين منشغلين بحب الشباب، ومدى شهرتهم، ودراجاتهم الدراسيَّة، والمواعدة العاطفيَّة، قد يصبح المراهقون المصابين باضطرابات طيف التوحُّد مدركين بشكلٍ مؤلم أنهم مختلفون عن أقرانهم. وقد يلاحظون أنهم يفتقدون الأصدقاء، وعلى عكس زملائهم في المدرسة، فهم لا يحظون بالمواعدة العاطفيَّة أو يخططون للعمل. قد يثير ذلك مشاعر الحزن بالنسبة للبعض، ومشاعر الحزن هذه قد تدفعهم إلى تعلّم سلوكيات جديدة.

## التوحُّد عند البالغين
تقوم بعض البلدان باستحداث طرقٍ لمساعدة الأشخاص المصابين باضطراب طيف التوحُّد على العمل في وظائف مجدية والعيش والاندماج داخل المجتمع الكبير، بدلًا من وجودهم في بيئة منفصلة.
ومع ذلك، غالبًا ما تسبب مشاكل التواصل والمشاكل الاجتماعية صعوبات في العديد من مجالات الحياة. وسيظل البالغون الذين يعانون من اضطرابات طيف التوحّد بحاجة إلى التشجيع والدعم المعنوي في كفاحهم من أجل حياة مستقلة.
العديد من المصابين باضطرابات طيف التوحّد يمكنهم العمل في ورش عمل محمية، تحت إشراف مدراء مُدرَّبين على العمل مع ذوي الاحتياجات الخاصة. تساعد بيئة الرعاية في المنزل، وفي المدرسة، وبعد ذلك في التدريب على العمل وفي العمل، الأشخاص الذين يعانون من اضطراب طيف التوحّد على التعلم والتطوُّر على مدار حياتهم.

## المشاكل التي قد تصاحب اضطراب طيف التوحُّد

### مشاكل في الإدراك الحسيّ
يعجز الأطفال المصابين بالتوحد في إدراك المنبهات المحيطة بهم بدقّة أو دمجهم في صورة واحدة متماسكة، مما يؤدي إلى شعورهم بالحيرة تجاه البيئة المحيطة بهم. كثير من الأطفال المصابين بالتوحد يتَّسمون بدرجة عالية من الحساسية تجاه أصوات معينة، أو ملمس معيَّن، أو أطعمة معيَّنة، أو روائح معيَّنة. بعض الأطفال يجدون رائحة طهي طعام معين مُشتتة لانتباههم تمامًا، ويصبون كل تركيزهم عليها. بالنسبة للآخرين، قد تكون بعض الأصوات، مثل المكنسة الكهربائية، أو رنين الهاتف، أو العواصف المفاجئة، أو حتى صوت الأمواج على الشاطئ، مزعجة جدًا لدرجة جعل هؤلاء الأطفال يغطون آذانهم ويصرخون.
دماغ الطفل التوحديّ أيضًا لا تكون قادرة على موازنة تجربتهم الحسيَّة بشكلٍ مناسب. يمكن لهذا أن يجعلهم عُرضة للبرودة الشديدة دون أخذ رد فعل تجاه ذلك، أو قد يسقطون ويكسرون ذراعهم ولا يبكون أبدًا، أو قد يضرب أحدهم رأسه على الحائط دون أي تردد، ولكن لمسة خفيفة منك سوف تجعله يصرخ. عند آخرون، تختلط الحواس، فتجد الطفل يغطي أذنيه لتفادي سماع لون معين، يستقبله على إنَّه صوت.

### التخلف العقلي
كثير من الأطفال المصابين باضطرابات طيف التوحُّد يكون لديهم درجة من الخلل العقليّ. عند الفحص يتبيَّن أن البعض لديهم قدرات عادية في بعض المجالات، بينما يكون لدى آخرون قدرات ضعيفة. على سبيل المثال: الطفل المصاب باضطراب طيف التوحُّد قد يحرز نتائج جيدة في بعض الأجزاء من اختبار المهارات البصريَّة، ويحصل على نتائجٍ أخرى منخفضة في اختبار اللغة.

### نوبات الصرع
حوالي ربع الأطفال المصابين بالتوحد يصابون بنوبات الصرع في مرحلة الطفولة المبكرة أو المراهقة. يمكن أن تتراوح هذه النوبات من حالات إغماء إلى تشنجات الجسم كاملة. وفي معظم الحالات، يمكن السيطرة على هذه النوبات باستخدام الأدوية.

### متلازمة الكروموسوم إكس الهش
متلازمة الكروموسوم إكس الهش (بالإنجليزيَّة: Fragile X syndrome): تعتبر الشكل الأكثر شيوعًا للتخلف العقلي، والذي تم تسميته بجزء معيب من الكروموسوم إكس الذي يبدو مضغوطًا وهشًا تحت المجهر، مصاب بهذه المتلازمة من 2٪ إلى 5٪ من المصابين بالتوحد.
الأشخاص الذين يرثون هذا الخلل الجيني يكونون أكثر عرضة للتخلف العقلي والعديد من أعراض التوحد بالإضافة إلى سمات جسدية أخرى غير طبيعيَّة ليس لها علاقة بالتوحُّد.
من المهم أن يتم فحص الطفل المصاب باضطراب طيف التوحُّد ومعرفة إذا كان مصابًا بمتلازمة الكروموسوم إكس، خصوصًا إذا كان الوالدان يفكران في إنجاب طفل آخر. فلأسباب غير معروفة، إذا كان الطفل المصاب باضطراب طيف التوحد مصاب بمتلازمة الكروموسوم إكس الهش، فإن هناك نسبة 50٪ أن يكون لدى الأولاد الذين يولدون لنفس الأبوين نفس المتلازمة؛ لذا فقد يرغب أعضاء العائلة الآخرون الذين قد يفكرون في إنجاب طفل في التحقق من سريان هذه المتلازمة في جيناتهم.

### مرض التصلُّب الحدبيّ
هناك علاقة بين مرض التوحد والتصلب الجلدي أو يطلق عليه أيضًا التصلّب الحدبيّ (بالإنجليزيَّة: Tuberous Sclerosis)، وهي حالة وراثية تسبب نمو نسيج غير طبيعي في الدماغ ومشاكل في أعضاءٍ أخرى. في حين أن التصلّب الحدبيّ يحدث أقل من مرة واحدة كل 10.000 ولادة، إلّا أنَّ حوالي ربع المصابين به يعانون أيضًا من التوحُّد. يستكشف العلماء الظروف الوراثية مثل: متلازمة الكروموسوم إكس الهش ومرض التصلّب الحدبيّ لمعرفة السبب الذي يجعلهم في كثير من الأحيان يتواجدون مع مرض التوحُّد.

## كيف يمكن تشخيص التوحُّد؟
من أجل تشخيص مرض التوحد، يجب وجود مشكلة واحدة على الأقل من النواحي الآتية قبل عمر 3 سنوات: مشاكل في التواصل، أو التفاعل الاجتماعي، أو وجود السلوك المقيَّد. تتكوَّن عمليّة التشخيص من مرحلتين. تتضمن المرحلة الأولى فحصًا لمدى تطوّر الطفل، وذلك أثناء فحوصات تسمى فحوصات “الطفل السليم” (بالإنجليزي: Well child)؛ تتضمَّن المرحلة الثانية تقييمًا شاملًا من قبل فريق مُتعدّد التخصصات.
قد يلاحظ الآباء أنَّ طفلهم يبدو مختلفًا منذ ولادته، من خلال عدم وجود استجابة تجاه الألعاب والأشخاص، أو تركيزه باهتمام شديد على عنصرٍ واحد لفترات طويلة. ومع ذلك، يمكن ظهور علامات التوحّد أيضًا على طفلٍ صغير كان يبدو في السابق طبيعيًا: يصبح الطفل الذي كان يتمتع بصحة جيدة فجأة عنيفًا أو منعزلًا. قد تمر السنوات قبل سعي أحد الوالدين إلى تشخيص الحالة، على أملًا منهم أن يكون كل شيء على ما يرام، مما يؤخر من فرص الطفل في تلقّي العلاج المناسب في الوقت المناسب.
يمكن أن تساعد مراجعة أشرطة الفيديو العائلية، والصور، وألبومات الأطفال الآباء في تذكّر مراحل ظهور السلوكيَّات عند مراحل عمريَّة معيَّنة.
تم تطوير العديد من أدوات الفحص لجمع المعلومات بسرعة حول التطوّر الاجتماعيّ، والتواصليّ، للطفل. من بينها:
- قائمة المراجعة الخاصة بالتوحد في الأطفال الصغار (بالإنجليزيَّة: Checklist of Autism in Toddlers، وتُختصَر: CHAT).
- قائمة المراجعة الخاصة بالتوحد في الأطفال الصغار المُعدَّلة (بالإنجليزيَّة: Modified Checklist of Autism in Toddlers، وتُختصَر: M-CHAT).
- أداة الفحص الخاصة بالتوحد في عامين من العمر (بالإنجليزيَّة: the Screening Tool for Autism in Two-Year-Olds، وتُختصَر: STAT).
- استبيان التواصل الاجتماعيّ (بالإنجليزيَّة: Social Communication Questionnaire، ويُختصَر SCQ)، ويُجرى استبيان التواصل الاجتماعي للأطفال 4 سنوات فما فوق.

تعتمد بعض أدوات الفحص فقط على ردود الأهل على الاستبيان، ويعتمد البعض على مزيج من تقارير الأمهات والملاحظة. تتضمَّن العناصر الأساسيَّة الموجودة في الأدوات التي تميّز الأطفال المصابين بالتوحد قبل بلوغهم العامين: الإشارة إلى الأشياء، واللعب عن طريق التظاهر، فمثلًا يمسك الطفل السيارة ويتظاهر أنّه يقودها (وهو شيء جيّد).
قد يفكر الطبيب أيضًا في حالات أخرى بنفس أعراض التوحد، مثل متلازمة ريت (بالإنجليزيَّة: Rett’s Syndrome) أو متلازمة أسبرجر (بالإنجليزيَّة: Asperger’s Syndrome). متلازمة ريت هي مرض دماغي تدريجي يؤثر فقط على الفتيات، ولكن، على غرار التوحد، ينتج عنه حركة متكرّرة في اليد، ويؤدي إلى فقدان المهارات اللغويَّة والاجتماعيَّة. يعاني الأطفال المصابون بمتلازمة أسبرجر أيضًا من السلوكيات المتكررة والمشكلات الاجتماعية الشديدة، والحركات الخرقاء، ومع ذلك فإن لغتهم وذكائهم لا يتأثرون.
خلال السنوات القليلة الماضية، صُممت أدوات لفحص متلازمة أسبرجر، والتوحُّد ذو الأداء الوظيفي العالي (بالإنجليزيَّة: High-Functioning Autism)، والتي تعدّ من الأدوات الموثوقة التي تحدّد إذا ما كان الأطفال يعانون من متلازمة أسبرجر أو التوحّد ذو الأداء الوظيفي العالي؛ وتركّز هذه الأدوات على الإعاقات الاجتماعيَّة والسلوكيَّة عند الأطفال الذين لا يوجد لديهم مشاكل في تأخُّر اللغة. أمثلة لهذه الأدوات:
- استبيان فحص طيف التوحد (بالإنجليزيَّة: Autism Spectrum Screening Questionnaire، ويُختصَر: ASSQ)
- المقياس الأسترالي لمتلازمة أسبرجر (بالإنجليزيَّة: Australian Scale for Asperger’s Syndrome)
- اختبار متلازمة أسبرجر في مرحلة الطفولة (بالإنجليزيَّة: Childhood Asperger Syndrome Test، ويُختصَر: CAST).

لاستبعاد، أو تأكيد الإصابة باضطراب طيف التوحد أو اضطرابات النمو الأخرى، يجب أن تكون المرحلة الثانية من التشخيص شاملة، وتضم التقييمات العصبية والجينية جنبًا إلى جنب مع الاختبار المعرفي واللغوي. وتشمل:
- تشخيص المراجعة-المنقّحة للتوحد (بالإنجليزيَّة: Autism Diagnosis Interview-Revised، ويُختصَر: ADI-R)، وهو عبارة عن مقابلة منظمة تحتوي على أكثر من 100 عنصر ويتم إجراؤها مع أحد مقدمي الرعاية. ويركز على أربعة عوامل رئيسية هي: التواصل والتفاعل الاجتماعي، والسلوك التكراري، والأعراض في سن السن التي بدأت فيه.
- وجدول مراقبة تشخيص التوحد (بالإنجليزيَّة: Autism Diagnostic Observation Schedule، ويُختصَر: ADOS-G)، وهو مقياس عن طريق الرصد يستهدف السلوكيات الاجتماعية والتواصلية التي غالبًا ما تكون متأخّرة وغير طبيعيَّة، أو غائبة في الأطفال الذين يعانون من اضطراب طيب التوحد.

هو مقياس الرصد المستخدمة للضغط من أجل السلوكيات الاجتماعية والتواصلية التي غالبا ما يتم تأخير، غير طبيعي، أو غائبة في الأطفال الذين يعانون من التوحد.
ومن الأدوات الأخرى التي غالبًا ما يستخدمها المختصّون هي مقياس تقييم التوحد في الطفولة (بالإنجليزيَّة: Childhood Autism Rating Scale، ويُختصر: CARS) فهو يساعد في تقييم حركات جسم الطفل، ومدى التكيف مع التغيير، والاستجابة الصوتية، والتواصل اللفظي، والعلاقة مع الناس. هذا المقياس مناسب للاستخدام مع الأطفال الذين تزيد أعمارهم عن عامين. يراقب الفاحص الطفل ويحصل أيضًا على المعلومات ذات الصلة من الوالدين. يتم تصنيف سلوك الطفل على مقياس يعتمد على الانحراف عن السلوك النموذجي للأطفال في نفس العمر.
اختباران آخران ينبغي استخدامهما لتقييم أي طفل يعاني من تأخر في النمو: يجب إجراء تقييم سمعي رسمي لتحديد ما إذا كان هناك فقدان سمع فعلي، ويجب إجراء فحص لمعدّلات الرصاص، فالأطفال الذين يعانون من اضطراب التوحد عادة ما يكون لديهم ارتفاع في مستويات الرصاص في الدم.
يمكن أن يكون تلقي تشخيص مرض التوحد مدمرًا، ولكن تأكَّد من طرح أسئلة على فريق التقييم احصل منهم على توصيّات بخصوص الخطوات التالية التي عليك فعلها، بالإضافة إلى أسماء المختصّين الذين يمكنهم الإجابة على أسئلة أخرى قد تقابلك.

### تشخيص التوحُّد حسب معايير الطابعة الخامسة من الدليل التشخيصي الإحصائي للاضطرابات العقلية (DSM-5)
أ) التاريخ أو الكفاح الحالي، مع العجز المستمر في التفاعلات الاجتماعيَّة ويظهر على شكل:
- الفشل في إنشاء أو الحفاظ على محادثة تفاعليَّة. وعدم الاهتمام أو القدرة على مشاركة الاهتمامات الشخصيَّة، أو إبداء ردود الفعل، كالقبول، أو الردود العاطفية المتوقَّعة، كإبداء الإعجاب، أو ردود الأفعال الأخرى.
- مشاكل التواصل غير اللفظية التي تنطوي على تفاعل ضعيف من التواصل اللفظي وغير اللفظي، وسوء في الحفاظ على اتصال العين وسوء في استخدام لغة الجسد، وفي عدم فهم واستخدام الإيماءات، وفي قلّة تعبيرات الوجه
- مشاكل في النمو، وفي الحفاظ على أو فهم العلاقات الشخصيَّة، مما يقود إلى عدم محاولة الطفل في تكوين صداقات من الأساس.

تُحدَّد الشدة الحالية للمرض على أساس ضعف التواصل الاجتماعي، والسلوك التكراري المفرط.
ب) التاريخ أو الكفاح الحالي، مع السلوك، أو الاهتمامات، أو النشاطات التكراريَّة أو المقيَّدة، والتي يجب أن تشمل اثنتان مما يلي:
- الحركات المتكررة (ترديد الجمل، واستخدام عبارات غير منطقية)، و/أو الاستخدام المتكرر للأشياء (ترتيب الألعاب بطريقة معينة)
- الاحتياج إلى اتباع إجراءات وطقوس معيَّنة لفظيَّة أو غير لفظيَّة، وينتج حالة من الضيق الشديد إذا حدث أي تغيير ولو بسيط في الروتين والطقس المتَّبع.
- التركيز على أشياء أخرى لا تهمهم، أو التركيز على اهتمامات غير الطبيعية بشكلٍ مفرط لدرجة أنَّها تشغل حيّز كبير مما يتم التفكير والنطق به، حتى تقم بكبحهم عن الانخراط في التفاعلات الاجتماعيَّة النموذجيَّة.
- فرط أو فرط نشاط تجاه الإدراك الحسيّ للمؤثّرات البيئيَّة (الألم أو درجة الحرارة، والاستجابات السلبية تجاه الأصوات)

تُحدَّد الشدة الحالية للمرض على أساس ضعف التواصل الاجتماعي، والسلوك التكراري المفرط.
ج) الأعراض السابقة أو الحالية الموجودة في مرحلة النمو المبكّر.
د) تُسبب الأعراض اعتلالًا في المجالات الاجتماعيَّة أو المهنيَّة أو غيرها من الوظائف المهمة.
هـ) لا يمكن تفسير الأعراض أو الاعتلالات بشكلٍ أفضل عن طريق الإعاقة الذهنية أو التأخر في النمو. ومع ذلك، لأن الإعاقات الذهنية واضطرابات طيف التوحُّد يمكنهما التواجد معًا، يجب أن يشمل تشخيص اضطراب طيف التوحُّد والإعاقة الذهنية ضعف التواصل الاجتماعي على المستوى التنموي.
ملحوظة: إذا شُخّص الشخص باضطراب التوحُّد، أو اضطراب أسبرجر، أو اضطراب النمو المنتشر اعتمادًا على النسخة الرابعة من الدليل التشخيصي والإحصائي للاضطرابات النفسيَّة، فيجب أن يتم تشخيصه باضطراب طيف التوحد حسب الطبعة الخامسة من الدليل.
حدّد ما إذا كان: يصاحب الاضطراب إعاقة ذهنية أم لا، أو إذا ما كان يصاحبه ضعف في اللغة مرتبط مع حالة طبية أو وراثية معروفة، أو عامل بيئي مرتبط باضطرابات النمو العصبيّة، أو العقليّة، أو السلوكيّة مع الجامود (الإغماء التخشُّبي).
يحاول علاج التوحد التخفيف من مظاهر العجز والسلوكيات الشاذة المرتبطة بـ التوحد وغيره من
اضطرابات طيف التوحد (ASD) وتحسين نوعية الحياة والارتقاء بالاستقلال الوظيفي للأفراد المصابين بالتوحد، وبخاصة الأطفال. وعادة ما يُهيأ العلاج حسب احتياجات كل طفل. لذا ينقسم العلاج إلى فئتين أساسيتين وهما: التدخلات التعليمية والإدارة الطبية. وكذلك يتم توفير برامج تدريبية ودعم للعائلات التي لديها أطفال يعانون من اضطرابات طيف التوحد.
لذا تعاني الدراسات الخاصة بالتدخلات من مشاكل منهجية تَحول دون التوصل إلى استنتاجات مؤكدة خاصة بـ الفعالية. وعلى الرغم من وجود بعض الدلالات الإيجابية للعديد من التداخلات النفسية الاجتماعية والتي تُشير إلى أن بعض أنواع العلاج أفضل من عدم وجود علاج على الإطلاق، إلا أن الجودة المنهجية الخاصة بـالمراجعات النظامية الخاصة بهذه الدراسات كانت سيئة نسبيًّا، وتكون نتائجها السريرية مؤقتة، وهناك أدلة قليلة نسبيًا عن الفعالية النسبية لخيارات العلاج. ومن الممكن أن تقوم برامج التربية الخاصة المستمرة والمكثفة والعلاج السلوكي في وقت مبكر من العمر بمساعدة الأطفال المصابين باضطراب طيف التوحد في اكتساب مهارات الرعاية الذاتية والمهارات الاجتماعية والوظيفية، وغالبًا ما تنجح هذه البرامج في تحسين الأداء الوظيفي للأطفال والحد من الأعراض الخطيرة والسلوكيات غير القادرة على التأقلم؛؛ ولم يتم حتى الآن إثبات النظرية التي تشير إلى أن التدخل في سن الثلاث سنوات هو أمر حاسم لهؤلاء الأطفال. تشتمل المناهج المتاحة على التحليل السلوكي التطبيقي (التحليل السلوكي التطبيقي) والنماذج التطويرية والتعليم البنّاء وعلاج أمراض النطق واللغة وعلاج المهارات الاجتماعية والمعالجة المهنية. وتتميز بعض التدخلات التعليمية بفعالية لدى الأطفال: إذ أثبت أسلوب علاج التحليل السلوكي التطبيقي المكثف فعاليته في تحسين الأداء لدى أطفال الروضة على مستوى العالم كما أن هذا الأسلوب مرشح لتحسين الأداء الذهني للأطفال الصغار. ونادرًا ما تصل تقارير علم النفس العصبي والفسيولوجي إلى المُعلمين، مما يؤدي إلى وجود فجوة بين ما يُوصي به التقرير وما يُقدمه التعليم. بينما أظهرت الأبحاث المحدودة التي أجريت على تأثير البرامج الداخلية للبالغين، أظهرت نتائج مختلفة.
وهناك العديد من الأدوية التي تُستخدم في علاج المشاكل المرتبطة باضطراب طيف التوحد. وقد تم وصف علاجات المؤثرات العقلية أو مضادات الصرع لما يزيد على نصف الأطفال الأمريكيين المصابين باضطراب طيف التوحد، علاوة على أنواع العقاقير الأكثر شيوعًا وهي مضادات الاكتئاب والمنشطات ومضادات الذهان. وبصرف النظر عن مضادات الذهان، هناك أبحاث قليلة موثوق بها حول فعالية أو سلامة العلاج بالعقاقير للمراهقين والبالغين المصابين باضطراب طيف التوحد. ومن ثم فربما يستجيب الشخص المصاب باضطراب طيف التوحد بصورة غير معتادة للأدوية، ويمكن أن يكون للأدوية تأثيرات سلبية، حيث لم تتمكن الأدوية المعروفة من علاج أعراض التوحد الأساسية الخاصة بالإعاقات الاجتماعية وإعاقات التواصل.
وهناك العديد من العلاجات البديلة والتدخلات المتاحة، بدءًا من الأنظمة الغذائية الاستبعادية حتى العلاج بالاستخلاب. والقليل من هذه العلاجات مدعوم من خلال دراسات علمية. وتفتقر طرق العلاج إلى الدعم التجريبي في سياقات نوعية الحياة، لذا تركزت العديد من البرامج على معايير النجاح التي تفتقر بدورها إلى الصحة التنبؤية كما تفتقر إلى العلاقة بالعالم الحقيقي. لذا تبدو الأدلة العلمية أكثر اهتمامًا بتسويق البرنامج وتيسير التدريب عليه وتلبية طلبات الآباء مقارنة بالاهتمام بمقدمي الخدمات. فحتى لو أنها لم تفد المرضى، فإن العلاجات التحفظية مثل تغيير النظام الغذائي يُتوقع ألا تسبب أضرارًا بصرف النظر عما تسببه من إرباك وما تقترن به من تكاليف. ولذلك تُعد العلاجات التوغلية المشكوك في أمرها من الأمور الأكثر خطورة: على سبيل المثال، في عام 2005، تسبب العلاج بالاستخلاب غير المتقن في وفاة طفل في الخامسة من عمره مصاب بالتوحد.
فعلى الرغم من أن العلاج باهظ الثمن؛ فإن التكاليف غير المباشرة أكثر من ذلك بكثير. بالنسبة لشخص ولد في عام 2000، فقد قدرت دراسة أمريكية أن متوسط تكاليف حياته المخصومة تبلغ (2025 دولار، المعدل بحسب التضخم المقدر منذ عام 2003 بحوالي 10% من الرعاية الصحية و30% من الرعاية التعليمية الإضافية وغيرها من أنواع الرعاية و60% من الإنتاجية الاقتصادية المفقودة في حين قدرت دراسة بريطانية أن التكاليف المخصومة الحياتية تبلغ جنيه إسترليني للمصاب بإعاقة ذهنية وجنيه إسترليني للشخص غير المصاب بإعاقة ذهنية (2025الجنيه الاسترليني في عام 2013 المعدل بحسب التضخم منذ عام 2005/06. ولذلك تُعتبر الحقوق القانونية في هذا النوع من العلاج معقدة، وتختلف باختلاف الموقع والعمر وتتطلب تأييد جهات تقديم الرعاية. وبصفة عامة غالبًا ما تكون البرامج المدعومة من الحكومة غير كافية أو غير ملائمة لطفل معين وتؤدي المصاريف النثرية الطبية أو العلاجية غير المردودة إلى إثارة مشاكل مالية للعائلات ; وقد أثبتت دراسة أجريت في الولايات المتحدة عام 2008 أن متوسط خسارة الدخل السنوي لأسر الأطفال المصابين باضطراب طيف التوحد يبلغ 14%، كما أشارت دراسة أخرى ذات صلة أن اضطراب طيف التوحد مرتبط بزيادة احتمالية تأثير مشاكل رعاية الأطفال بشكل كبير على وظائف الأبوين. وبعد مرحلة الطفولة، تشتمل مصادر العلاج الأساسية على الرعاية الداخلية والتدريب المهني والتوظيف والنشاط الجنسي والمهارات الاجتماعية والتخطيط للتصرف بالأملاك.

## محاولات التدخل التربوية
تحاول محاولات التدخل التعليمية مساعدة الأطفال ليس فقط بمجرد تعلم المواد الأكاديمية واكتساب مهارات الاستعداد التقليدية، ولكن أيضًا لتحسين الاتصال والتلقائية الوظيفية وتعزيز المهارات الاجتماعية مثل الاهتمام المشترك، واكتساب المهارات المعرفية مثل اللعب الرمزي، والحد من السلوك المضطرب وتعميم المهارات المكتسبة من خلال تطبيقها على مواقف جديدة. وقد تطورت العديد من البرامج النموذجية، والتي غالبا ما تكون متداخلة في الواقع وتشترك في العديد من السمات، بما في ذلك:
- التدخل المبكر الذي لا ينتظر تشخيص محددًا؛
- التدخل المكثف، الذي لا يقل عن 25 ساعة في الأسبوع، و12 شهرًا في السنة؛
- انخفاض أعداد الطلاب بالنسبة لعدد المعلمين؛
- مشاركة الأسرة، بما في ذلك تدريب الآباء؛
- التفاعل مع الحالات المماثلة أو المتطابقة عصبيًا؛
- الهيكل الذي يتضمن روتين متوقع وحدود جسدية واضحة من شأنها الحد من عملية شرود الذهن، و
- المقاييس المستمرة للتدخل المخطط المنهجي، الذي يؤدي إلى الضبط حسب الحاجة.

هناك عدة طرق متاحة لمحاولات التدخل التربوية، كما هو مبين أدناه. يمكن أن يحدث التدخل في المنزل أو في المدرسة، أو في مركز مخصص لعلاج مرض التوحد، ويمكن أن يتم ذلك من قبل الآباء والمعلمين والمتخصصين في علاج أمراض النطق واللغة والمتخصصين في العلاج المهني. حيث أظهرت دراسة أجريت عام 2007 أن مضاعفة البرنامج القائم على المركز مع الزيارات المنزلية الأسبوعية من قبل مُعلم التربية الخاصة أدت إلى تحسين التطور والسلوك المعرفيين.
تعاني الدراسات المعنية بحالات التدخل من مشاكل منهجية تَحول دون التوصل إلى استنتاجات محددة حول مدى الفعالية. وعلى الرغم من وجود دلائل إيجابية في العديد من حالات التدخل النفسية الاجتماعية التي تُرجح أن بعض أنواع العلاج أفضل من عدم العلاج على الإطلاق، فإن الجودة المنهجية لـ المراجعات النظامية الخاصة بهذه الدراسات لم تكن على المستوى المطلوب بوجه عام، وكانت نتائجها السريرية مؤقتة ولم يكن هناك أدلة واضحة عن الفعالية النسبية لخيارات العلاج. وتؤثر المخاوف بشأن مقاييس النتائج، مثل استخدامها المتناقض، تؤثر بشدة في كيفية تفسير نتائج الدراسات العلمية. وقد أظهرت دراسة أُجريت في مينيسوتا عام 2009 أن الآباء يتبعون في كثير من الأحيان توصيات العلاج السلوكي بدرجة أقل من اتباعهم التوصيات الطبية وأنهم ملتزمون في كثير من الأحيان بالتوصيات الخاصة بالتعزيز أكثر من التوصيات الخاصة بالعقاب. ومن الممكن أن تقوم برامج التربية الخاصة المستمرة والمكثفة والعلاج السلوكي المبكر بمساعدة الأطفال في اكتساب مهارات الرعاية الذاتية والاجتماعية والوظيفية، وغالبًا ما تسهم في تحسين الأداء والحد من الأعراض الخطيرة والسلوكيات غير القادرة على التأقلم، ولم يتم حتى الآن إثبات صحة النظريات التي تشير إلى أن التدخل في سن الثلاث سنوات تقريبًا يعد أمرًا حتميًا.
وفي إطار الامتثال لتوصيات الجمعية الدولية لمناقشة أمور التعليم في الولايات المتحدة، طُلب من المدارس الحكومية تعيين موظفين حاصلين على مؤهلات عليا. لذا ينبغي أن يكون اختصاصي التوحد المعتمد حاصلاً على درجة الماجستير، ويتمتع بخبرة عملية لا تقل عن عامين في العمل مع المواطنين المصابين بالتوحد وأن يعمل لمدة 14 ساعة تربوية متواصلة مع المصابين بمرض التوحد كل عامين وأن يكون مسجلاً لدى المعهد الدولي للتعليم.

## تحليل السلوك التطبيقي
المزيد من المعلومات حول: تحليل السلوك التطبيقي واستخدامه في علاج اضطربات طيف التوحد
يعتبر تحليل السلوك التطبيقي هو مجال البحث التطبيقي لعلوم تحليل السلوك ويدعم مجموعة واسعة من الأساليب المستخدمة لعلاج التوحد والعديد من السلوكيات والتشخصيات الآخرى، بما في ذلك هؤلاء المرضى في مراكز التأهيل ومن يكون تغيير سلوكه مرغوباً. تركز التدخلات القائمة على  تحليل السلوك التطبيقي على مهام التدريس الفردية باستخدام المباديء السلوكية للمثير والاستجابة والجزاء. وباستخدام أيضاً المعيار الموثوق به والتقييم الموضوعي للسلوك الملاحظ. هناك اختلاف كبير بين الممارسة المهنية لتحليل السلوك والتقييمات والتدخلات المستخدمة في برامج تحليل السلوك التطبيقي القائم على المدرسة.

## تدريب السلوك المحوري
المقالة الرئسية: تدريب الاستجابة المحوري
علاج الاستجابة المحوري هو تدخل طبيعي مشتق من مباديء تحليل السلوك التطبيقية. بدلاً من السلوك الفردي، تستهدف المناطق المحورية لتنمية الطفل، مثل التحفيز والاستجابة للمنبهات المتعددة والمبادرات الاجتماعية لأنها تهدف إلى التحسينات واسعة الانتشار في المناطق التي لا يتم استهدافها بشكل محدد. تحظى المحاولات المقصودة للسلوك المستهدف بالمقزيات الطبيعية، على سبيل المثال، إذا حاول طفل بطلب دمية محشية، يحصل الطفل على الدمية وليس قطعة من الحلوى أو أي معزز آخر لا صله له بالطلب.

## المعالجة بالبغيض
يستخدم مركز Judge Rotenberg Educational Center المعالجة بالتبغيض، خاصة الصدمة الطارئة (الصدمة الكهربائية الموجه للجلد لبعض الثواني) للسيطرة على سلوك المريض، الكثير ممن يعانون من التوحد. تعد هذه الممارسة مثيرة للجدل ولم تكم معروفة أو لم يتم استخدامها في مكان آخر منذ التسعينات.

## كتابات أخرى
- William Shaw, Bernard Rimland, Biological treatments for autism and PDD, 3rd ed., W. Shaw, 2008 ISBN 0-9661238-1-6
- Ministries of Health and Education. New Zealand Autism Spectrum Disorder Guideline [PDF]. Wellington: Ministry of Health; 2008. ISBN 978-0-478-31257-7.
- Fitzpatrick M. Defeating Autism: A Damaging Delusion. London: Routledge; 2008. ISBN 0-415-44981-2. Reviewed in: Guldberg H. spiked. 'Autistic children are now seen as a burden'; 2008-12-19.
- Posey DJ, McDougle CJ.  Preface. Child Adolesc Psychiatr Clin N Am. 2008;17(4):xv–xviii. معرف الوثيقة الرقمي:10.1016/j.chc.2008.07.001. PMID 18775365. This describes a special issue of the journal Child and Adolescent Psychiatric Clinics of North America, titled "Treating Autism Spectrum Disorders" (volume 17, issue 4, pages 713–932) and dated October 2008.
- Kidd، P. M. (2002). "Autism, an extreme challenge to integrative medicine. Part 2: medical management" (PDF). Alternative medicine review : a journal of clinical therapeutic. ج. 7 ع. 6: 472–499. PMID:12495373. مؤرشف من الأصل (PDF) في 2012-05-18.
- Bryson SE, Rogers SJ, Fombonne E.  Autism spectrum disorders: early detection, intervention, education, and psychopharmacological management. Can J Psychiatry. 2003;48(8):506–16. PMID 14574826.
- Erickson CA, Posey DJ, Stigler KA, McDougle CJ.  Pharmacologic treatment of autism and related disorders. Pediatr Ann. 2007;36(9):575–85. PMID 17910205.
- https://www.tqreer70.com/2020/12/Autism.html
- https://www.mshlwahdk.com/journal/

## وصلات خارجية
- علاج التوحد على مشروع الدليل المفتوح
- Summary of Dietary, Nutritional, and Medical Treatments for Autism – based on over 150 published research studies By James B. Adams, Ph.D. Director, ASU Autism/Asperger’s Research Program 2013 Version

ويكيبيديا:MEDMOS